# Cheval de sport bulgare
Le cheval de sport bulgare (bulgare : Български Спортен Кон) est un stud-book de chevaux de sport créé en 2011 en Bulgarie, en application du règlement européen et de celui de la WBFSH. Les effectifs sont faibles, la race étant sélectionnée depuis peu.

## Histoire
La création du cheval de sport bulgare résulte du désengagement de l'État dans l'élevage équin en Bulgarie, en application des directives européennes. L'idée de la création d'un stud-book de chevaux sportifs remonte à 2006. En 2010, l'Асоциация Български Спортен Кон (Association du cheval de sport bulgare) est créée, et placée sous la direction de M. Barzev George. Début février 2011, le gouvernement bulgare délivre l'autorisation à l'activité de sélection et de reproduction. L'objectif est d'adapter l'élevage de chevaux en Bulgarie aux exigences du marché commun européen, et de donner de la légitimité à ce nouveau stud-book à l'échelle européenne. 
En 2011, 117 chevaux sont enregistrés.

## Description
La taille moyenne enregistrée dans la base de données DAD-IS est de 1,66 m pour les femelles et 1,68 m chez les mâles.
Le poids médian est de 510 kg chez les femelles et 540 kg chez les mâles. Le poids de naissance est d'environ 45 kg.
Ces chevaux sont élevés en système intensif, stationnaire, avec compléments de nourriture. Leur sélection est gérée par l'Association du cheval de sport bulgare et par l'Agence exécutive de sélection et de reproduction des animaux d'élevage. Cette association fait appel à des contrôle de filiation et des enregistrements précis. Par ailleurs, l'insémination artificielle est employée. Des présentations et concours sont organisés,. L'édition 2018 du concours de sélection a été organisée à Trakietz, dans le village de Jitnitsa.

## Utilisations
Le cheval de sport bulgare est destiné aux sports équestres.

## Diffusion de l'élevage
Il est classé comme race rare locale et native de Bulgarie. En 2017, les effectifs sont de 118 chevaux, avec tendance à la stabilité.